# Маленькі бойки

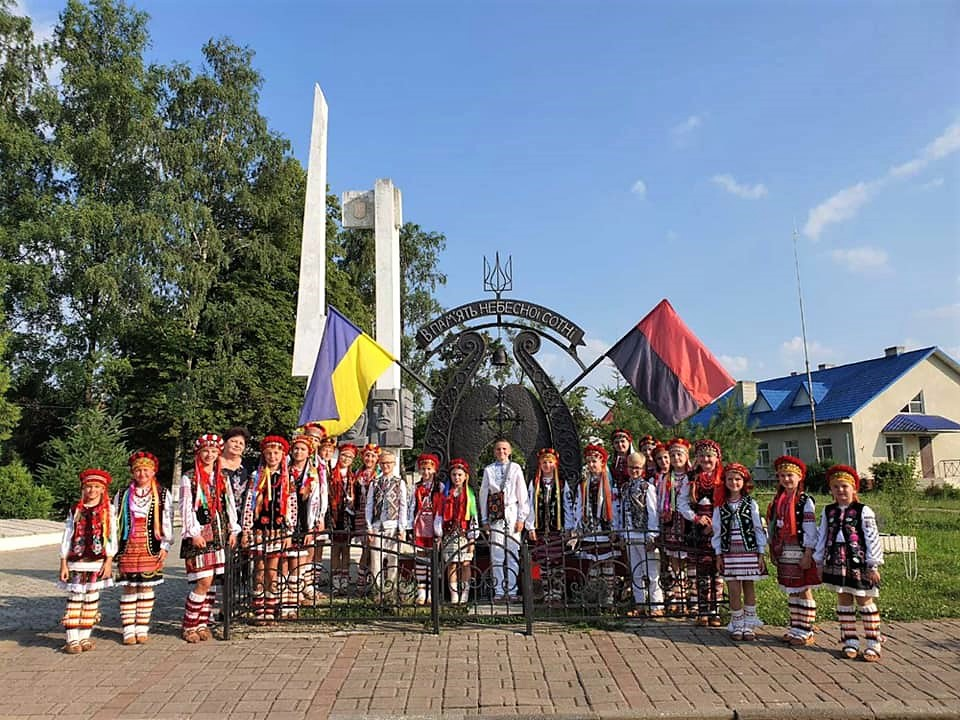

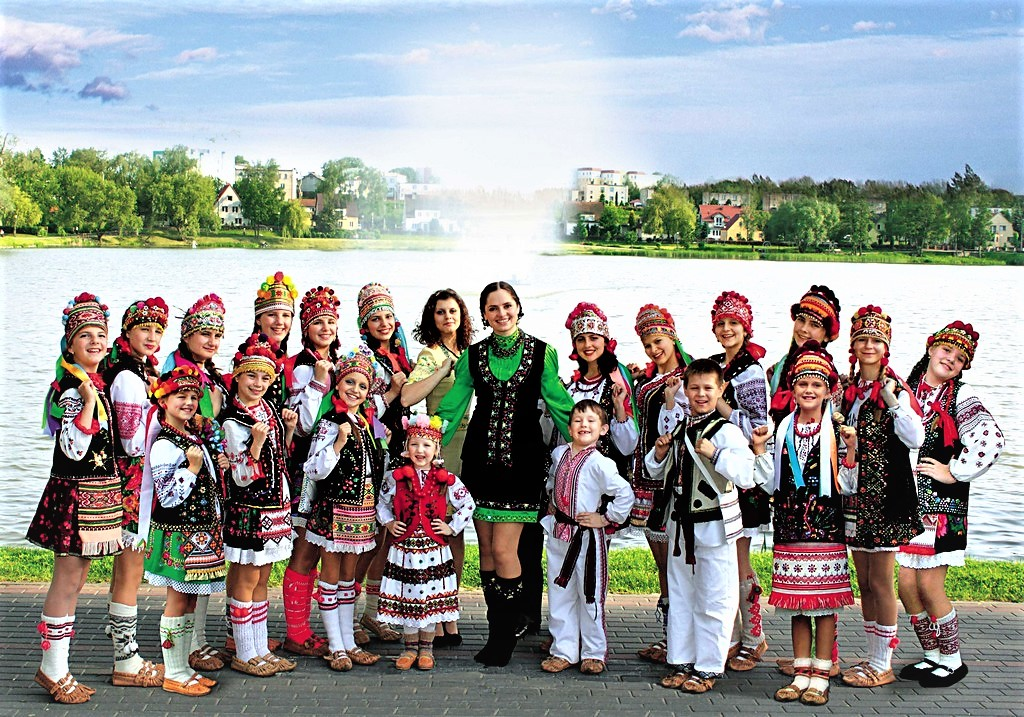

Маленькі бойки — дитячий зразковий фольклорно-етнографічний ансамбль (смт. Перегінське, Рожнятівський район, Івано-Франківська область.)

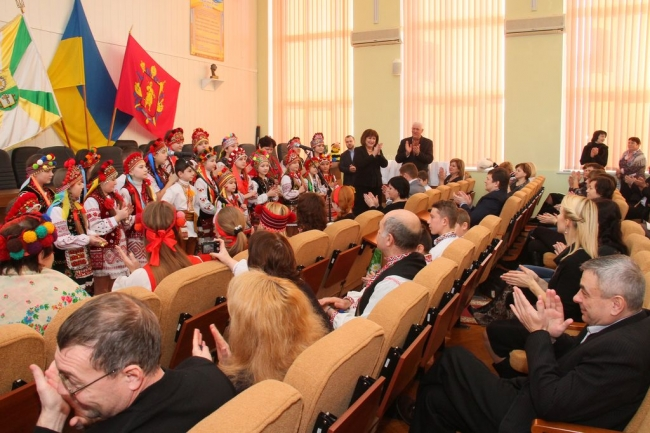
Дитячий зразковий фольклорно-етнографічний ансамбль

Ансамбль був створений 1988 році, у 1990 отримав звання Зразковий. Засновником та першим керівником була заслужений працівник культури України Марія Подорожнюк. З 1997 ансамблем керує викладач перегінської школи мистецтв, Заслужений працівник культури України - Наталія Шпак. У складі ансамблю діти віком від 6 до 14 років.
Репертуар «Маленьких бойків» складають колядки, щедрівки, гаївки, пісні, що передаються від покоління до покоління. Учасники ансамблю виступали не лише на українських сценах, а й за кордоном — у Росії, Польщі, Італії.
У доробку колективу автентичні ігри-забави, хороводи; тематичні обряди — «Гаївки», «Великодні дзвони», «На Івана-Купала», «Обжинки», «Ой хто Миколая любить», «Коляда». Вони також виконують коломийки, жартівливі стрілецькі повстанські пісні, весільні ладанки та колискові. Діти намагаються зберегти існуючу манеру виконання та місцеву діалектичну говірку.
Ансамбль виступав на багатьох всеукраїнських та міжнародних фольклорних і мистецьких фестивалях, був переможцем. Серед них
Всеукраїнські фестивалі національної культури
- «Сорочинський ярмарок» — Гран-Прі, Сорочинці 2001;
- «Розколяда» — 1-а премія, Івано-Франківськ 2001, 2002, 2004;
- «Великодні дзвони» — 1 премія, Чернівці 2001.
- «Родовід» — всеукраїнський фестиваль родинної культури, Київ 2008;
- «Фестиваль вертепів» під патронатом Ю. В. Луценка, м. Івано-Франківськ 2007.

Міжнародні фольклорні фестивалі
- «Котилася торба», Кузнєцовськ 2002;
- «Родослав», Івано-Франківськ 2002;
- «Бойківська ватра», Рожнятів 2003;
- «Галицькі перехрестя», Рава Руська 2008.
- «Родинне співання в Моронгу» — Польща 2009

Був учасником багатьох телевізійних проектах на телеканалах, зокрема і центральних. Серед них:
- «Фольк-мюзік» — Національне телебачення України Ут-1, Київ 2008;
- «Доброго ранку Україно!» — телерадіокомпанія України «ЕРА», Київ 2004;

Багато випускники ансамблю обирають творчі професії і працюють на професійній сцені співаками, акторами, займаються викладацькою діяльністю по класу хореографії, вокалу, фортепіано, теорії музики.
Учасників ансамблю запрошують у свої концерти народні артисти України Мар'ян Гаденко, Остап Гавриш, Оксана Пекун. З ансамблем співпрацює її колишня учасниця, заслужена артистка України Марта Шпак. У 2009 вони разом записали альбом «Бойківські співанки», Марта Шпак, ансамбль «Маленькі бойки». У цій збірці представлені унікальні автентичні коломийки, гаївки, колядки, весільні ладанки, стрілецькі пісні та пісні про кохання Рожнятівського району і селища Перегінське зокрема.
16 грудня 2011 Марта Шпак і «Маленькі бойки», під час офіційної імпрези запалення української ялинки на площі Святого Петра в центрі Ватикану, виконали колядки та вітання з Різдвом Христовим. Під впливом цієї події український режисер‚ народний артист України Олесь Янчук зняв про них документальний фільм. Перша частина присвячена перебуванню їх у Ватикані. У другій частині розповідь про те середовище, у якому виховуються й творчо зростають маленькі артисти.